# Francisco Moreno (cyclisme, 1989)
Pour le naturaliste et explorateur argentin, voir Francisco Moreno. Pour les homonymes, voir Moreno.
Moreno  Allué est un nom espagnol. Le premier nom de famille, en général paternel, est Moreno ; le second, en général maternel, souvent omis, est Allué.
Francisco Javier Moreno Allué (né le 10 avril 1989 à Huesca) est un coureur cycliste espagnol faisant carrière sur route.

## Palmarès
- 2010
  -  Champion de Navarre sur route espoirs
- 2011
  -  Champion de Navarre sur route espoirs
  - Coupe d'Espagne
  - Coupe d'Espagne espoirs
  - Mémorial José Ciordia
  - San Gregorio Saria
  - 3e du Circuito Guadiana
  - 3e de la Subida a Gorla
  - 3e du Mémorial Etxaniz

## Classements mondiaux
| Année           | 2012 | 2013   | 2014   |
| --------------- | ---- | ------ | ------ |
| UCI Europe Tour | 564e | 1 023e | 1 057e |